# Hypolobocera exuca
Hypolobocera exuca is een krabbensoort uit de familie van de Pseudothelphusidae. De wetenschappelijke naam van de soort is voor het eerst geldig gepubliceerd in 1977 door Pretzmann.